# ISO 3166-2:SD
Die Liste der ISO-3166-2-Codes für den Sudan enthält die Codes für die 17 Bundesstaaten (arabisch ولايات wilāyāt).

Die Codes bestehen aus zwei Teilen, die durch einen Bindestrich voneinander getrennt sind. Der erste Teil gibt den Landescode gemäß ISO 3166-1 (für den Sudan SD), der zweite den Code für den Bundesstaat wieder.
Die aktuellen Codes stehen auf der Seite der ISO unter #iso:code:3166:SD zur Verfügung.

2007 wurde der Bundesstaat Gharb Kurdufan mit dem Code SD-10 aufgrund einer Modifikation der administrativen Struktur aus der Liste gestrichen. 2015 erhielt der wiedererrichtete Bundesstaat wieder einen ISO-Code, nun SD-GK.
Ab 2011 bildeten zehn Bundesstaaten den nun unabhängigen Südsudan (ISO 3166-2:SS). Mit dem Newsletter II-3 wurde diese Änderung 2011 angepasst und die Untercodes neu strukturiert.

## Kodierliste

Bundesstaaten im Sudan

| Bundesstaat                    | Code  |
| ------------------------------ | ----- |
| al-Bahr al-ahmar               | SD-RS |
| al-Chartum                     | SD-KH |
| al-Dschazira                   | SD-GZ |
| al-Qadarif                     | SD-GD |
| an-Nil al-abyad                | SD-NW |
| an-Nil al-azraq                | SD-NB |
| asch-Schamaliyya               | SD-NO |
| Dschanub Darfur                | SD-DS |
| Dschanub Kurdufan              | SD-KS |
| Gharb Darfur                   | SD-DW |
| Gharb Kurdufan                 | SD-GK |
| Kassala                        | SD-KA |
| Nahr an-Nil                    | SD-NR |
| Sannar                         | SD-SI |
| Schamal Darfur                 | SD-DN |
| Schamal Kurdufan               | SD-KN |
| Scharq Darfur                  | SD-DE |
| Wasat Darfur (Darfur al-wusta) | SD-DC |